# RSA Security
RSA Security LLC  é uma empresa americana de segurança de computadores e redes, especializada em padrões de criptografia e descriptografia. Sediada em Bedford, Massachusetts, mantém escritórios na Irlanda, Reino Unido, Singapura e Japão. 
Foi fundada em 1982, com o nome de RSA Data Security. O nome RSA deriva dos nomes dos seus fundadores,  Ron Rivest, Adi Shamir e Len Adleman, três professores do Instituto MIT.
Em 1996, a empresa foi comprada pela Security Dynamics; em 1997, pela DynaSoft AB; em 2012, pela EMC Corporation.
Dos seus vários produtos e invenções destacam-se as bibliotecas criptográficas B-SAFE, os mecanismos de autenticação SecurID, e o algoritmo criptográfico RSA. Anualmente, a empresa organiza a RSA Conference.